# سفرهای گالیور در آن سوی ماه
سفرهای گالیور در آن سوی ماه (به انگلیسی: Gulliver's Travels Beyond the Moon)، یک پویانمایی ژاپنی است که در ژاپن در ۲۰ مارس ۱۹۶۵ و در ایالات متحده در ۲۳ ژوئیه ۱۹۶۶ منتشر شد.